# Еджвуд (Огайо)
Еджвуд (англ. Edgewood) — переписна місцевість (CDP) в США, в окрузі Ештабула штату Огайо. Населення — 4185 осіб (2020).

## Географія
Еджвуд розташований за координатами 41°52′36″ пн. ш. 80°44′44″ зх. д. / 41.87667° пн. ш. 80.74556° зх. д. (41.876738, -80.745481).  За даними Бюро перепису населення США в 2010 році переписна місцевість мала площу 17,71 км², з яких 17,69 км² — суходіл та 0,02 км² — водойми.

## Демографія
Згідно з переписом 2010 року, у переписній місцевості мешкали 4432 особи в 1924 домогосподарствах у складі 1186 родин. Густота населення становила 250 осіб/км².  Було 2108 помешкань (119/км²).
Расовий склад населення:
| - 94,2 % — білих - 1,9 % — чорних або афроамериканців - 0,5 % — азіатів - 0,1 % — корінних американців |

До двох чи більше рас належало 2,6 %. Частка іспаномовних становила 3,2 % від усіх жителів.
За віковим діапазоном населення розподілялося таким чином: 21,7 % — особи молодші 18 років, 60,1 % — особи у віці 18—64 років, 18,2 % — особи у віці 65 років та старші. Медіана віку мешканця становила 44,0 року. На 100 осіб жіночої статі у переписній місцевості припадало 97,7 чоловіків;  на 100 жінок у віці від 18 років та старших — 92,0 чоловіків також старших 18 років.
Середній дохід на одне домашнє господарство  становив 48 331 долар США (медіана — 33 892), а середній дохід на одну сім'ю — 58 343 долари (медіана — 49 773). Медіана доходів становила 45 104 долари для чоловіків та 30 408 доларів для жінок. За межею бідності перебувало 23,2 % осіб, у тому числі 35,7 % дітей у віці до 18 років та 4,9 % осіб у віці 65 років та старших.
Цивільне працевлаштоване населення становило 1965 осіб. Основні галузі зайнятості: освіта, охорона здоров'я та соціальна допомога — 24,5 %, виробництво — 20,4 %, роздрібна торгівля — 15,0 %.